# Big Gee
Big Gee ist eine deutschsprachige Pop-Funk-Band um den Schweizer Schauspieler Pasquale Aleardi.
Die Band wurde im Jahre 2003 gegründet, wobei der Name Big Gee dem Spitznamen des Mitgründers Greg Zimmermann entliehen wurde.
2005 gewann Big Gee beim Deutschen Rock & Pop Preis, der jährlich vom Deutschen Rock und Pop Musikverband vergeben wird, den ersten Preis in der Kategorie „Funk“ sowie den zweiten Preis in der Kategorie „Pop“.
Ihr Debütalbum Retrologie stellt Pop-Funk mit Retro-Einflüssen dar und erschien am 21. Mai 2010 bei Ariola/Sony Music. Bei Studiosessions wie auch Liveauftritten wird die Band von fünf weiteren Musikern unterstützt.